# Johann Heinrich Rolle
Pour les articles homonymes, voir Rolle.
Johann Heinrich Rolle (Quedlinbourg, 23 décembre 1716 – Magdebourg, 29 décembre 1785) est un compositeur et un pédagogue saxon.

## Biographie
Johann Heinrich Rolle est le fils de Christian Friedrich (1681–1751) et Anna Sophia Rolle. Son grand-père était déjà musicien, mais il exerçait à Halle. Le père, postule à la charge de cantor à Leipzig en 1716, mais c'est Bach qui est choisi,. Il laisse des passions et de la musique de chambre. Dès 1721, la famille déménage à Magdebourg à quelque cinquante kilomètres, où le père est cantor et organiste. Un des cousins de Johann Heinrich Rolle, Christian Carl Rolle, né à Cöthen en juillet 1725 et mort à Berlin le 8 mars 1788, fut cantor à la Jerusalemer Kirche berlinoise. Il laisse un traité paru en 1784 : Neue Wahrnehmung zur Aufnahme… der Musik.
Le père Rolle prend tôt en charge la formation de son fils, dont il a détecté les dispositions musicales. 
En 1734, Rolle devient l'organiste de l'église Saint-Pierre de Magdebourg, jusqu'en 1737, lorsqu'il se rend à Leipzig pour y étudier le droit et y poursuivre ses études musicales. Il n'y a aucune source, mais il est probable que Rolle a participé aux réunions musicales du collegium musicum, ou à l'exécution de cantates sous la direction de Bach.
Après ses études, alors qu'il se rend à Berlin pour exercer une profession de juriste, il est recommandé au prince et, en 1740, il est employé pendant six ans au sein de la chapelle de Frédéric II, d'abord en tant que violoniste, puis comme altiste. Il y rencontre Carl Philipp Emanuel Bach, Carl Heinrich Graun et les frères, Franz et Georg Benda et collabore avec eux, mais sans influence sur sa musique. De cette époque datent des cantates profanes italiennes, Isaaco sur la traduction allemande de Metastase et L’apoteoso di Romulo. Certaines œuvres sont envoyées à son père.
En 1747, il quitte l'orchestre de Frédéric II pour retourner à Magdebourg. Il reprend un poste d'organiste, à l'église Saint-Jean. En 1752, il succède à son père, mort en août 1751, au poste de cantor au Gymnasium, préféré à deux autres candidats. En 1757, il se marie avec Rahel Christiana Jacobi de Hambourg, avec qui il aura quatre enfants.
La même année, un musicologue du nom de Friedrich Wilhelm Marpurg écrit sur Rolle : « un compositeur très apprécié, agréable et de bon goût, dont diverses compositions vocales et instrumentales ne peuvent être ignorées par les vrais connaisseurs... »
Rolle prend également en charge la fonction de directeur de la musique à Magdebourg. Il gère six églises et présente une passion chaque année ce qui a fait sa réputation. Huit ont été conservées. Il travaille dans l'esprit des Lumières. Il s'agit d'une des premières villes allemandes sans résidence princière, où il réussit, à partir de 1764 à organiser des concerts officiels au rayonnement régional. À la mort de Telemann (né à Magdebourg et mort à Hambourg) en 1767, Rolle postule, mais il se voit préférer Carl Philipp Emanuel Bach.
À partir de 1764 – après la Guerre de Sept ans –, Rolle participe à la Société du mercredi (Mittwochsgesellschaft) fondée par Johann Wilhelm Ludwig Gleim vers 1760. Lieu de rencontre avec Heinrich Rathmann, Friedrich von Koepcken, Johann Bernhard Basedow, Johann Samuel Patzke, Friedrich Gabriel Resewitz, Gottfried Benedict Funk et Gotthilf Sebastian Rötger. Le musicien y présente en concert une vingtaine de drames lyriques, genre hybride entre l'opéra et l'oratorio.
Dans le Journal musical de Charles Burney (1773), Rolle est présenté ainsi : « un compositeur passionné et plein d'idées, qui s'est fait connaître de la façon la plus honorable qui soit, au travers de ses compositions de musique d'église. » Douze de ses oratorios sont publiés dans ses propres arrangements pour clavier chez Breitkopf et Schwickert, à Leipzig. Partitions qui reproduisent la liste importante des souscripteurs, témoignant de sa popularité.
Ses compositions sont dans la tradition baroque, mais à la jonction du dernier baroque vers le style rococo ou style galant. Rolle laisse une variété d'œuvres encore jouées aujourd'hui. Huit œuvres sont fondées sur des textes du pasteur Johann Samuel Patzke (notamment Der Tod Abels, en 1769), et quatre sur des textes publiés du professeur August Hermann Niemeyer, tous deux membres de la Mittwochsgesellschaft. Ils y exploitent les thèmes sacrificiels.

## Honneurs
La ville de Magdebourg a nommé une rue en son honneur. À Quedlinbourg, l'école de musique porte son nom.

## Œuvre

### Motets
Parmi les 65 Motets :
- Kommet, kommet, lasset uns anbeten
- Der Friede Gottes
- Gnädig und barmherzig
- Unsere Seele harret auf den Herrn
- Schaff in mir, Gott, ein reines Herz (Psaume 51)

### Vocales
Parmi les 60 Cantates sacrées, Oratorios et drames musicaux :
- Abraham auf Moria
- Die Befreiung Israels
- Die Opferung Isaaks
- Jacobs Ankunft in Ägypten
- Lazarus (1779) livret de Niemeyer, le même que reprendra Franz Schubert.
- Man singt mit Freuden vom Sieg
- Siehe, der Herr ging vorüber
- Oratorium auf Weihnachten  (1769)
- Passionsoratorium
- Matthaeuspassion (1748)
- Passion de la Résurrection
- Der Tod ist verschlungen in den Sieg
- Machet die Tore weit
- Der Tod Abels (1769)
- Wunderbarer König

### Instrumentales
De nombreuses œuvres instrumentales, notamment des symphonies, ont été perdues, mais sont attestées par les catalogues Breitkopf (1762 à 1778).
- Claviersonate en sol majeur (pub. in Musikalisches Allerley, Sammlung 7, Berlin, 1762.)
- Claviersonate en mi bémol majeur (pub. in Musikalisches Allerley, Sammlung 8, Berlin, 1762.)
- Claviersonate en mi bémol mineur (manuscrit)
- Suite en sol majeur (1763)
- Suites (1763) perdues
- Fugue pour orgue en mi majeur (pub. Erfurt 1845)